# O Chão que Ela Pisa
O Chão que Ela Pisa (The Ground Beneath Her Feet, no original) é um romance do escritor Salman Rushdie, publicado em 1999.
O romance foi definido pela escritora afro-americana Toni Morrison como uma obra global, termo que parece descrever o trabalho de escritores com origens culturais mistas, que parecem não se encaixar em nenhuma das tradições regionais modernas.

## Enredo

### Premissa
A história é uma recriação moderna do mito de Orfeu e Eurídice, onde este último desce ao submundo para resgatá-la, tal qual Vita se perde em um terremoto no México, e Ormus tenta trazê-la de volta. O livro começa com um terremoto, ocorrido em 14 de fevereiro de 1989, o mesmo dia em que o aiatolá iraniano Khomeini emitiu uma fatwa contra Rushdie. Decorre em Mumbai, Índia e tem como protagonistas um casal, Vina Apsara e Ormus Cama, e o fotógrafo Rai, o narrador. 

### História
No Dia de São Valentim de 1989, Vina Apsara, uma famosa e muito amada cantora, desaparece em um terremoto devastador. Seu amante, o também cantor Ormus Cama, não aceitando que a tenha perdido, começa uma busca eterna, para encontrá-la e trazê-la de volta.
A jornada de Ormus faz com que ele atravesse o mundo, passando por cidades que pulsam com o poder do rock ’n’ roll, entre as quais Bombaim, Londres e Nova Iorque. No entanto, o próprio mundo começa a tremer e se romper, fazendo com que rachaduras e rasgos apareçam na trama da realidade, expondo o abismo além e fazendo com que Ormus precise confrontar até onde está disposto a ir por amor.

## Curiosidades
A letra da canção "The Ground Beneath Her Feet", da banda irlandesa U2, é baseada no romance de Rushdie. O autor enviou o manuscrito do livro para Bono, que então criou a melodia. A música "O Chão que Ela Pisa", da banda brasileira CPM 22, também é inspirada na obra.[carece de fontes?]